# Ab-Schetui
Ab-Schetui ist die Bezeichnung eines altägyptischen Sternbildes, das mindestens vier Dekan-Sterne umfasste und die zwei Einzeldekane Ab und Schetui beinhaltete. 

## Hintergrund

### Ab-Schetui als Sternbild

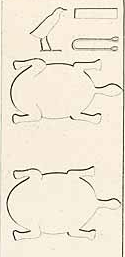
Sternbild Schetui in Hierogylyhen (Tempel Ramses II., Theben)

Ab-Schetui ist als altägyptisches Sternbild „Schildkröten“ mit dem heutigen Sternbild Krebs gleichzusetzen. In den Dekanlisten der Sethos-Schrift im Nutbuch wird der zum Sternbild Ab-Schetui zugehörige Dekan Ab nicht mit astronomischen Angaben erwähnt, obwohl Ab in der Darstellung der Göttin Nut am unteren Bildrand zu sehen ist und gemeinsam mit dem ersten Dekan Kenmut am 6. Schemu I das neue Kalenderjahr einleitete. Der damit verbundene heliakische Aufgang symbolisierte die Wiedergeburt.
Schetui hatte als 36. Dekan 15 Tage vorher, am 26. Peret IV, seinen heliakischen Aufgang. Als Datierungsgrundlage galt die verfügte Anordnung unter Sesostris III. (12. Dynastie) in dessen siebtem Regierungsjahr.

### Ab-Schetui in der altägyptischen Mythologie
Die Schildkröte zählte zu den Gefährten des Seth und hatte ergänzend das ikonografische Attribut der Gottheit Apophis. Damit gehörte die Schildkröte zu den „Feinden des Re“. In der Neith-Kosmogonie werden Re und Apophis als Brüder bezeichnet. Die weiteren Schilderungen zeigen interessante Parallelen zum Osirismythos. In verschiedenen Legenden wird Apophis durch zahlreiche Götter getötet, nur um stets wieder aufzuleben als Symbol der „Wiedergeburt“. 
In diesen Zusammenhang wird der Beiname des Schildkröten-Dekans Ab-anch-schetu („Reinigung des Lebens der Schildkröte“) verständlich, der so ebenfalls den Tod und die Wiedergeburt des Nils hinsichtlich der Nilschwemme verkörperte. Aus den Schilderungen in den Sonnenhymnen geht hervor, wie Apophis mit Messern zerstückelt oder mit Lanzen erstochen wird. Sein Blut verfärbt den Himmel bei Sonnenaufgang rot. Der Sonnengott Re konnte als Chepri nach dem Tod von Apophis beziehungsweise des Todes der Schildkröte am Himmel aufgehen. Diesen Moment spiegelte das Sternbild Ab-Schetui wider. Im Papyrus Carlsberg 1 wird die wichtige Rolle ausdrücklich kommentiert:

„Der Aufgang von Kenmut zusammen mit Ab-Schetui ist das Leben des Horus; das heißt, der Ort wo Kenmut aufgeht am Hohen Tag ist der Ort wo Ab aufgeht. Der Ort, wo Schetui aufgeht am Hohen Tag, ist der Ort, wo Re aufgeht. Das ist der Aufgang des Re; das heißt: der Platz des Aufgangs, den Kenmut macht zusammen mit Ab-Schetui.“

In weiteren Hymnen aus Abydos zählte die Schildkröte zu den „Wartenden im Gefolge des Seth“, die den gesamten Nil „schlürfen wird“, falls es Seth gelingen sollte, in „das Lichtland in der Duat“ einzudringen. Im Rahmen des mythologischen Neujahrfestes Geburt der Sothis besangen die Ägypter zum Zeitpunkt der Nilschwemme ausgelassen und erleichtert den Tod und die Wiedergeburt: „Die Schildkröte ist tot, Re lebt, die Schildkröte ist tot“.